# Murray megye (Oklahoma)
Murray megye az Amerikai Egyesült Államokban, azon belül Oklahoma államban található. Megyeszékhelye és legnagyobb városa Sulphur. Lakosainak száma 13 904 fő (2020. április 1.). Murray megye Pontotoc, Johnston, Garvin és Carter megyékkel határos.

## Népesség
A megye népességének változása:
| Lakosok száma | 13 512 | 13 605 | 13 655 | 13 712 | 13 936 | 13 904 |
|               | 2010   | 2011   | 2012   | 2013   | 2015   | 2020   |